# Socorro (Nowy Meksyk)
Socorro – miasto w Stanach Zjednoczonych, w stanie Nowy Meksyk, siedziba administracyjna hrabstwa Socorro.
W 1980 roku na równinie San Augustin, ok. 80 km od Socorro, oddano do użytku największy wówczas radioteleskop na świecie, złożony z 27 anten o masie ok. 210 ton każda, nazwany Very Large Array.